# رينيه بولس
رينيه بولس (بالفرنسية: René Paulus)‏ (مواليد 1896) هو سبّاح فرنسي، مثّل بلاده في الألعاب الأولمبية الصيفية 1924.

## روابط خارجية
رينيه بولس على موقع أوليمبيديا (الإنجليزية)